# Lucas Abaga N'Chama
 (septembre 2024).
La mise en forme du texte ne suit pas les recommandations de Wikipédia : il faut le « wikifier ».
Les points d'amélioration suivants sont les cas les plus fréquents :
- Les titres sont pré-formatés par le logiciel. Ils ne sont ni en capitales, ni en gras.
- Le texte ne doit pas être écrit en capitales (les noms de famille non plus), ni en gras, ni en italique, ni en « petit »…
- Le gras n'est utilisé que pour surligner le titre de l'article dans l'introduction, une seule fois.
- L'italique est rarement utilisé : mots en langue étrangère, titres d'œuvres, noms de bateaux, etc.
- Les citations ne sont pas en italique mais en corps de texte normal. Elles sont entourées par des guillemets français : « et ».
- Les listes à puces sont à éviter, des paragraphes rédigés étant largement préférés. Les tableaux sont à réserver à la présentation de données structurées (résultats, etc.).
- Les appels de note de bas de page (petits chiffres en exposant, introduits par l'outil «  Source ») sont à placer entre la fin de phrase et le point final[comme ça].
- Les liens internes (vers d'autres articles de Wikipédia) sont à choisir avec parcimonie. Créez des liens vers des articles approfondissant le sujet. Les termes génériques sans rapport avec le sujet sont à éviter, ainsi que les répétitions de liens vers un même terme.
- Les liens externes sont à placer uniquement dans une section « Liens externes », à la fin de l'article. Ces liens sont à choisir avec parcimonie suivant les règles définies. Si un lien sert de source à l'article, son insertion dans le texte est à faire par les notes de bas de page.
- La présentation des références doit suivre les conventions bibliographiques. Il est recommandé d'utiliser les modèles {{Ouvrage}}, {{Chapitre}}, {{Article}}, {{Lien web}} et/ou {{Bibliographie}}. Le mode d'édition visuel peut mettre en forme automatiquement les références.
- Insérer une infobox (cadre d'informations à droite) n'est pas obligatoire pour parachever la mise en page.

Pour une aide détaillée, merci de consulter Aide:Wikification.
Si vous pensez que ces points ont été résolus, vous pouvez retirer ce bandeau et améliorer la mise en forme d'un autre article.
Lucas Abaga N'Chama, né 1961 à Ebebiyin en Guinée équatoriale, est un banquier et économiste qui a été le gouverneur de la Banque des États de l'Afrique centrale (BEAC) de 2010 à 2017.

## Formation et carrière
En 1995, il sort de l'université Lyon-II avec un DEA en monnaie, finance et banque. Trois ans plus tard, il est admis au Centre de formation des agents d’encadrement supérieur de la BEAC.

### Carrière
Il intègre le gouvernement équato-guinéen en 2003 comme directeur général de l'Économie au sein du ministère de l'Économie et du Commerce. Il gravit ensuite les échelons, nommé secrétaire général du ministère des Finances et du Budget en 2006, président du comité d'audit de la BEAC en 2007, et directeur général de l’Exploitation de la BEAC en 2008 En janvier 2010, il est nommé gouverneur de la BEAC en replacement de Jean-Félix Mamalepot.
Ses années à la tête de la BEAC ont vu une série de réformes, notamment :
- le lancement en novembre 2011 du marché des titres publics émis par adjudications ;
- l’instauration d’un marché de titres de créances négociables ;
- la création du Fonds de garantie de dépôts de l’Afrique centrale (FOGADAC) ;
- l’adoption du règlement sur le traitement des établissements de crédit en difficulté ;
- le lancement de la carte bancaire communautaire (GIMAC).

Par la suite, Lucas Abaga N'Chama intègre le gouvernement de la Guinée équatoriale comme ministre des Finances et ministre à la Présidence chargé de l'Intégration Régionale.